# Campeonato Paulista de Futebol de 1970
O Campeonato Paulista de Futebol de 1970 foi a 30.ª edição do campeonato organizado pela Federação Paulista de Futebol. Teve o São Paulo como campeão e Toninho Guerreiro, também do São Paulo como artilheiro, com treze gols.

## Regulamento
Primeira fase: Os cinco maiores clubes do futebol paulista (Santos, Palmeiras, São Paulo, Corinthians e Portuguesa) só participariam da segunda e última fase. Os demais onze clubes da Primeira Divisão disputariam um campeonato em turno e returno, jogando todos contra todos, com classificação por pontos corridos. Os três primeiros colocados disputariam a segunda fase. Do quarto ao sexto colocados, houve um triangular, e os dois primeiros também disputariam a segunda fase. Os demais estariam fora da competição.
Segunda fase: Os cinco classificados da primeira fase se juntariam aos cinco clubes "grandes", num campeonato com todos jogando contra todos, em turno e returno, com classificação por pontos corridos.
Não houve rebaixamento.

## Disputa do título
A Ponte Preta, que ficara apenas em quinto na primeira fase, surpreendentemente foi a sensação da competição. Recém-subido da Segunda Divisão, o clube segurou um empate com o Corinthians na Capital, derrotou o tricampeão Santos de Pelé na Vila Belmiro, empatou com o São Paulo, derrotou o arquirrival Guarani, venceu a Portuguesa e segurou outro empate contra o Palmeiras, ambos os jogos na Capital. Ficou invicta no primeiro turno inteiro e só foi perder para o Santos já na terceira rodada do returno. Depois disso, seu rendimento caiu demais, ficando os cinco jogos seguintes sem vencer.
Palmeiras e o irregular São Paulo, que gastou muito dinheiro para montar um time e vencer o campeonato após treze anos, cresceram e encostaram na Ponte Preta. Na rodada de 23 de agosto, São Paulo e Palmeiras, empatados com dezessete pontos na vice-liderança, um ponto atrás da líder, fizeram um confronto decisivo. O Palmeiras venceu por 1 a 0 e chegou à liderança, empatado com a Ponte. Porém, depois da derrota, o São Paulo de Gérson engrenou, ganhando do Botafogo de Ribeirão Preto e do São Bento de Sorocaba, enquanto o Palmeiras empatou seus dois jogos seguintes e a Ponte perdeu os seus.
O São Paulo chegou à liderança, com um confronto decisivo em seu antepenúltimo jogo: a Ponte Preta, dois pontos atrás, no Morumbi. O São Paulo venceu por 2 a 0, chegou a 23 pontos, dois à mais que o vice Palmeiras e três a mais que o Corinthians. Na penúltima rodada, o São Paulo foi a Campinas e, se vencesse, chegaria a 25 pontos, inatingíveis ao Palmeiras (que só poderia chegar a 23), ao Corinthians (24 pontos) e à Ponte Preta (23 pontos). Caso perdesse e o Corinthians vencesse, este ficaria um ponto atrás, com um confronto direto no Morumbi na última rodada.
O São Paulo, sem Gérson, machucado, fez 2 a 0 no Guarani, que depois diminuiu com Vagner, para deixar um final de jogo extremamente tenso para os são-paulinos. Faltando três minutos para terminar o jogo, o alto-falante do estádio Brinco de Ouro da Princesa anuncia que Valdomiro (Portuguesa) marcou o gol contra o Corinthians no Parque São Jorge, os tricolores se sentiram confortáveis para acreditar que a fila estava, sim, por acabar. Quando o jogo terminou em Campinas com a vitória do tricolor e o do Corinthians com a derrota para a Lusa, os são-paulinos puderam finalmente comemorar o título, após treze anos de espera. A reta final do São Paulo foi impecável, com cinco vitórias em seus cinco últimos jogos.

## Campanha do título

### Primeiro turno
- 28 de junho de 1970 São Paulo 1–0 São Bento
- 1 de julho de 1970 Portuguesa de Desportos 2–1 São Paulo
- 5 de julho de 1970 Ponte Preta 2–2 São Paulo
- 12 de julho de 1970 Santos 2–3 São Paulo
- 16 de julho de 1970 São Paulo 2–1 Ferroviária
- 19 de julho de 1970 São Paulo 1–1 Corinthians
- 26 de julho de 1970 Botafogo 1–2 São Paulo
- 29 de julho de 1970 Palmeiras 0–1 São Paulo
- 1 de agosto de 1970 São Paulo 0–0 Guarani

### Segundo turno
- 9 de agosto de 1970 São Paulo 3–2 Santos
- 16 de agosto de 1970 Ferroviária 2–0 São Paulo
- 19 de agosto de 1970 São Paulo 1–0 Portuguesa de Desportos
- 23 de agosto de 1970 São Paulo 0–1 Palmeiras
- 26 de agosto de 1970 São Paulo 4–0 Botafogo (Ribeirão Preto)
- 30 de agosto de 1970 São Bento (Sorocaba) 0–3 São Paulo
- 5 de setembro de 1970 São Paulo 2–0 Ponte Preta
- 9 de setembro de 1970 Guarani 1–2 São Paulo
- 13 de setembro de 1970 Corinthians 0–1 São Paulo

## Jogo do título
| 9 de setembro de 1970 | Guarani           | 1–2   | São Paulo                                       | Brinco de Ouro, Campinas, SP                                                  |
| 20h30                 | Vágner 22' do 2.º | Ficha | Toninho Guerreiro 27' do 1.º · Paulo 34' do 1.º | Público: 17 766 (20 321 presentes) Renda: Cr$ 92 988 Árbitro: Armando Marques |

- Guarani: Pérez; Wilson, Cidinho, Tininho (Guassi) e Ferrari (Cido); Hélio e Mílton; Vágner, Capelozza, Vanderlei e Caravetti. Técnico: Armando Renganeschi.
- São Paulo: Sérgio; Pablo Forlán, Jurandir, Roberto Dias e Gilberto Sorriso (Tenente); Édson e Nenê; Paulo, Terto (Benê), Toninho Guerreiro e Paraná. Técnico: Zezé Moreira.
- Ocorrência: Caravetti foi expulso no segundo tempo.

| Campeão Paulista de 1970 |
| ------------------------ |
| SÃO PAULO (9º título)    |

## Classificação final
| Paulistão 1970 | Paulistão 1970 | Paulistão 1970 | Paulistão 1970 | Paulistão 1970 | Paulistão 1970 | Paulistão 1970 | Paulistão 1970 | Paulistão 1970 | Paulistão 1970 | Paulistão 1970 | Paulistão 1970 |
| Time | Time           | PG             | J              | V              | E              | D              | GP             | GC             | SG             |                |                |
| --- | -------------- | -------------- | -------------- | -------------- | -------------- | -------------- | -------------- | -------------- | -------------- | -------------- | -------------- |
| 1 | São Paulo      | 27             | 18             | 12             | 3              | 3              | 29             | 15             | 14             |                |                |
| 2 | Palmeiras      | 22             | 18             | 7              | 8              | 3              | 19             | 13             | 6              |                |                |
| 3 | Ponte Preta    | 22             | 18             | 7              | 8              | 3              | 17             | 14             | 3              |                |                |
| 4 | Santos         | 21             | 18             | 8              | 5              | 5              | 34             | 21             | 13             |                |                |
| 5 | Corinthians    | 20             | 18             | 6              | 8              | 4              | 22             | 13             | 9              |                |                |
| 6 | Portuguesa     | 18             | 18             | 6              | 6              | 6              | 18             | 17             | 1              |                |                |
| 7 | Ferroviária    | 17             | 18             | 6              | 5              | 7              | 14             | 23             | -9             |                |                |
| 8 | Guarani        | 14             | 18             | 4              | 6              | 8              | 19             | 26             | -7             |                |                |
| 9 | São Bento      | 11             | 18             | 3              | 5              | 10             | 15             | 26             | -11            |                |                |
| 10 | Botafogo-SP    | 8              | 18             | 2              | 4              | 12             | 14             | 33             | -19            |                |                |
| PG — Pontos Ganhos; J — Jogos; V - Vitórias; E - Empates; D - Derrotas; GP — Gols Pró; GC — Gols Contra; SG — Saldo de Gols |                |                |                |                |                |                |                |                |                |                |                |

|  |                          |
|  | Campeão Paulista de 1970 |